# Wołodymyr Smarowoz
Wołodymyr Wołodymyrowycz Smarowoz, ukr. Володимир Володимирович Смаровоз, ros. Владимир Владимирович Смаровоз, Wołodymyr Wołodymyrowycz Smarowoz (ur. 11 maja 1956, Ukraińska SRR) – ukraiński piłkarz, grający na pozycji pomocnika lub obrońcy, trener piłkarski.

## Kariera piłkarska
Wychowanek Szkoły Sportowej Metałurh Zaporoże. W 1974 rozpoczął karierę piłkarską w pierwszym składzie Metałurha Zaporoże. W 1978 został powołany do wojska i skierowany na służbę w wojskowym klubie SKA Odessa, w którym zakończył karierę piłkarza w roku 1985. Potem grał jeszcze w zespołach amatorskich, m.in. Perwomajec Perwomajśke (1993/94), SKA-Łotto Odessa (1996/97) i Sławija Dmytriwka (1997/98).

## Kariera trenerska
Po zakończeniu kariery piłkarza rozpoczął karierę szkoleniowca. W 1991 dołączył do sztabu szkoleniowego SKA Odessa. Najpierw pomagał trenować piłkarzy, a w sierpniu 1992 stał na czele sportowego klubu z Odessy, którym kierował do końca 1992. Potem pozostał pracować w klubie jako asystent trenera, a od lipca 1993 do lipca 1994 ponownie prowadził SK Odessa. W następnym sezonie 1994/95 kontynuował pracę w odeskim klubie na stanowisku asystenta trenera, po czym opuścił SK Odessa. W sezonie 1997/98 trenował SKA-Łotto Odessa.

## Sukcesy i odznaczenia

### Sukcesy trenerskie
SKA-Łotto Odessa
- wicemistrz grupy B Ukraińskiej Drugiej Ligi: 1998